# Valor y... ¡al toro!
Valor y... ¡al toro! es una historieta del autor de cómics español Francisco Ibáñez, publicada en 1970, la cuarta de gran extensión de su serie Mortadelo y Filemón. 

## Trayectoria editorial
Aunque publicado en cuarto lugar de las aventuras largas, probablemente la historieta se realizó inmediatamente después de El sulfato atómico. En una entrevista, Ibáñez comentó que la historieta se había ideado con la intención de venderla al extranjero, debido a su mala relación con González, director de Bruguera y que los protagonistas no eran Mortadelo y Filemón. Finalmente, la situación con la editorial se arregló, por lo que Ibáñez solo tuvo que cambiar la cabeza de Filemón (ya que le había puesto la misma vestimenta) y redibujar a Mortadelo sobre el otro personaje, para obtener una historieta de los dos agentes.
Tras su serialización en Gran Pulgarcito, a 2/4 páginas por número, fue recopilada en álbum, ya sea en el número 4 de la colección Ases del Humor, en la Colección Olé, como número 94 de la cuarta edición, o en el tomo número 20 de la colección Súper Humor de Ediciones B junto a Los superpoderes, El caso del bacalao, La máquina del cambiazo y Contra el "gang" del chicharrón.

## Sinopsis
Mortadelo y Filemón deberán recuperar los planos del proyecto Bartolo.
Esos planos han sido robados del centro de investigaciones agronaúticas del cosmos por la banda del Rata, compuesta por El Rata, Tapia e Higo Chumbo y su líder, El Doctor Apolonio.
Esta banda intentará abandonar la Ciudad a bordo del transatlántico Ile du Soria. Mortadelo y Filemón embarcarán en el transatlántico para intentar recuperar esos planos. Lo que no saben es que los planos han sido escondidos en el cuerno de un enorme toro bravo que dará problemas durante toda la aventura.

## Influencias
Según comenta De la Cruz Pérez la introducción de un gorila en un barco fue copiada de El dictador y el champiñón de Franquin, así como que los aristócratas estuvieran aterrorizados por un toro, de forma análoga al gorila en la historieta de Spirou, para poder mostrar la decadencia de la vieja aristocracia. También se inspiró en otras obras como Gil Jourdan Libellule s’évade de Maurice Tillieux.

## Crítica
Soto considera que la historia es muy sólida y narrada de continuo y que este sería el mejor álbum de Mortadelo y Filemón si se obvia la influencia, aún presente, del historietista André Franquin. Por su parte De la Cruz Pérez comenta que la crítica la valora junto con El sulfato atómico como el mejor de la serie, también afirma que junto a la anterior es la que mejor recoge el grafismo francés con influencias de la obra Astérix el Galo.